# Iglesia de San Antonio (Aramunt)

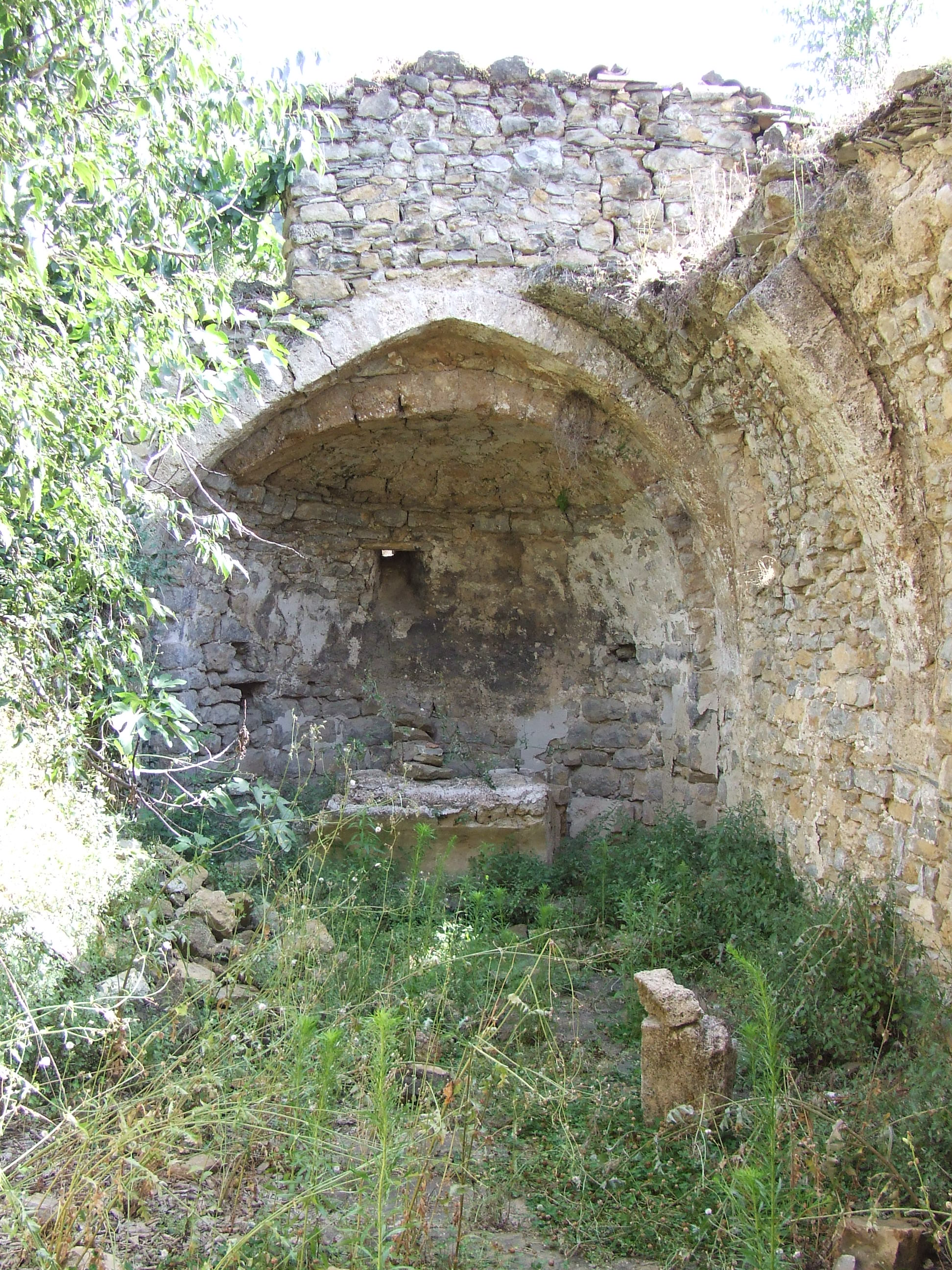
Interior

La iglesia de San Antonio es una capilla románica del pueblo de Aramunt, perteneciente al municipio de Conca de Dalt, en el Pallars Jussá. Hasta 1969 formaba parte del término municipal de Aramunt.
Esta iglesia, dedicada a san Antonio Abad, es dentro del núcleo abandonado de Aramunt, actualmente llamado Aramunt Vell, en una plazuela que se abría entre los empinadas callejuelas del pueblo, a media distancia entre el portal de abajo y la iglesia parroquial de San Fructuoso, situada en el lugar más elevado de la villa.
La iglesia, ahora en ruinas, era un templo de una sola nave, con ábside semicircular a levante. Precisamente es el ábside el único elemento que se conserva entero. También se conservan el arco presbiterial, ligeramente apuntado, y los muros perimetrales, con el arranque de la bóveda de la nave, que era de punto redondo.